# Lewis David de Schweinitz
Lewis David de Schweinitz (o von Schweinitz) (Bethlehem, 13 febbraio 1780 – 8 febbraio 1834) è stato un botanico e micologo statunitense.
Egli è considerato da molti il Padre della Micologia Nordamericana.

## Biografia
Era il figlio del barone Hans Christian Alexander von Schweinitz e Anna Dorothea Elizabeth de Watteville, nonché nipote del conte Nikolaus Ludwig von Zinzendorf (1700-1760), fondatore e patrono della Chiesa Morava.
Nel 1787 Schweinitz iniziò a frequentare l'istituto scolastico della comunità morava a Nazaret, in Pennsylvania, dove rimase per undici anni. Successivamente, nel 1798, trasferitosi in Germania con la sua famiglia, entrò nel seminario teologico a Niesky (Prussia).
Nel 1805, pubblicò il Fungorum Conspectus in Lusatiae in collaborazione con il suo insegnante, il professor Johannes Baptista von Albertini (1769-1831).
Nel 1807 si recò a Gnadenberg (Slesia), poi successivamente a Gnadau come predicatore nella Chiesa morava. Un appuntamento di lavoro negli Stati Uniti, lo portò a viaggiare in Europa, attraverso la Danimarca e la Svezia, per evitare operazioni militari di Napoleone. Durante il viaggio ebbe la possibilità di incontrare alcuni accademici presso l'Università di Kiel in Holstein, dove gli fu conferito un dottorato di ricerca honoris causa.
Nel 1812 sposò Louisa Amelia LeDoux, di origine francese, da cui ebbe quattro figli.
Tornato negli Stati Uniti, si stabilì a Salem, Carolina del Nord, lavorando come amministratore di beni ecclesiastici.
Nel 1817 Schweinitz fu eletto membro dell'American Philosophical Society.
Nel 1821 tornò a Bethlehem dove gestì un istituto femminile.
Nel 1822 pubblicò i risultati della sua ricerca micologica nel lavoro "Synopsis Fungorum Carolinae Superioris".
Schweinitz fu membro di varie società negli Stati Uniti, in Germania e in Francia.
A lui fu dedicato un nuovo genere di piante, Schweinitzia (attualmente riconducibile al genere Monotropsis), nonché il fungo Phaeolus schweinitzii.
Durante la sua permanenza a Salem fu anche eletto presidente dell'University of North Carolina.
Il suo erbario, che alla sua morte era la più ampia collezione privata di piante degli Stati Uniti con circa 23000 specimen, fu donata all'Academy of Natural Sciences di Philadelphia.

## Pubblicazioni
- Albertini, J. B. de, Schweinitz, L.D. de. (1805). Conspectus Fungorum in Lusatiæ superioris agro Nieskiensi crescentium e methodo Persooniana. Cum tabulis XII, æneis pictis, species nova XCIII sistendibus. Leipsic.
- Schweinitz, L. D. de. (1821) Monograph of the genus Viola. Silliman's Journal
- Schweinitz, L. D. de. (1821) Monograph of the Hepaticae
- Schweinitz, L. D. de. (1821) Specimen florae Americae septentrionalis cryptogamicae
- Schweinitz, L. D. de. (1822). Synopsis Fungorum Carolinae Superioris. edita a D.(sic) F. Schwaegrichen. Soc. nat. cur. Lips. 4:20-132.
- Schweinitz, L. D. de. (1822). Attempt of a Monography of the Linneaen Genus Viola, comprising all the Species hitherto observed in North-America. The American Journal of Science, and Arts, 5: 46-81.
- Schweinitz, L. D. de.  (1824) Monograph of the North American Carices
- Schweinitz, L. D. de. (1825). Description of a number of new American species of Sphaeriae. Jour. Acad. Nat. Sci. Phila. 5:3-17.
- Schweinitz, L. D. de. (1832). Synopsis Fungorum in America Boreali Media Digentium. Trans. Am. Phil. Soc. of Phil. N. S. 4:141-318.

## Taxa micologici descritti da Schweinitz

### Specie
- Albatrellus confluens (Schweinitz & Albertini: Fries) Kotlaba & Pouzar
- Amanita porphyria (Schweinitz & Albertini: Fries) Secretan
- Apiosporina morbosa (Schweinitz) Arx
- Calvatia craniformis (Schweinitz) Fries
- Cantharellus cinnabarinus Schweinitz
- Collybia sensu lato maculata (Schweinitz & Albertini: Fries) Kummer
- Craterellus odoratus (Schweinitz: Fries) Fries
- Cystoderma cinnabarinum (Albertini & Schweinitz: Secretan) Fayod
- Dacrymyces palmatus (Schweinitz) Bresadola
- Dacryopinax spathularia (Schweinitz) G. W. Martin
- Exidia nucleata (Schweinitz) E. A. Burt
- Fomitopsis roseus (Schweinitz & Albertini) Kotlaba & Pouzar
- Galiella rufa (Schweinitz) Nannfeldt & Korf
- Globifomes graveolens (Schweinitz: Fries) Murrill
- Gyrodon merulioides (Schweinitz) Singer
- Hygrophorus cantharellus (Schweinitz) Fries
- Hypomyces hyalinus (Schweinitz: Fries) L. Tulasne
- Hypomyces lactifluorum (Schweinitz: Fries) L. Tulasne
- Lactarius indigo (Schweinitz) Fries
- Lentinus strigosus (Schweinitz) Fries
- Marasmiellus nigripes (Schweinitz) Singer
- Marasmius siccus (Schweinitz) Fries
- Merulius incarnatus Schweinitz
- Microglossum rufum (Schweinitz) Underwood
- Phellinus gilvus (Schweinitz) Patouillard
- Phlebia incarnata (Schweinitz) H. H. Burdsall & Nakasone
- Phylloporus rhodoxanthus (Schweinitz) Bresadola
- Polyporus badius (Persoon) Schweinitz
- Polyporus radicatus Schweinitz
- Porodisculus pendulus (Schweinitz) Murrill
- Poronidulus conchifer (Schweinitz) Murrill
- Rhodocollybia maculata (Albertini & Schweinitz: Fries) Singer
- Trametes conchifer (Schweinitz: Fries) Pilát
- Tremellodendron pallidum (Schweinitz) E. A. Burt
- Urnula craterium Schweinitz: Fries
- Uromyces ari-triphylli (Schweinitz) Seeler
- Xeromphalina tenuipes (Schweinitz) A. H. Smith

## Generi
- Pisolithus Schweinitz & Albertini

| Schweinitz, Lewis David è l'abbreviazione standard utilizzata per le piante descritte da Lewis David de Schweinitz. Consulta l'elenco delle piante assegnate a questo autore dall'IPNI. |

## Ascendenza
|                                                              |                                                |                                                     | Genitori                                             |  |  | Nonni |  |  | Bisnonni                               |  |  | Trisnonni                               |  |
|                                                              |                                                |                                                     |                                                      |  |  |       |  |  | barone Moritz Christian von Schweinitz |  |  | barone Alexander Henning von Schweinitz |  |
|                                                              |                                                |                                                     |                                                      |  |  |       |  |  | barone Moritz Christian von Schweinitz |  |  | barone Alexander Henning von Schweinitz |  |
|                                                              |                                                | Maria Elisabeth von Rothenburg                      |                                                      |  |  |       |  |  | barone Moritz Christian von Schweinitz |  |  |                                         |  |
| barone Hans Christian von Schweinitz                         |                                                |                                                     |                                                      |  |  |       |  |  | barone Moritz Christian von Schweinitz |  |  |                                         |  |
|                                                              |                                                | Eva Anne Helena von Schweinitz                      | Hans Christoph von Schweinitz                        |  |  |       |  |  |                                        |  |  |                                         |  |
|                                                              |                                                | Eva Anne Helena von Schweinitz                      | Hans Christoph von Schweinitz                        |  |  |       |  |  |                                        |  |  |                                         |  |
|                                                              |                                                | Eva Anne Helena von Schweinitz                      | Theodora von Festenberg                              |  |  |       |  |  |                                        |  |  |                                         |  |
| barone Hans Christian Alexander von Schweinitz               |                                                | Eva Anne Helena von Schweinitz                      |                                                      |  |  |       |  |  |                                        |  |  |                                         |  |
|                                                              |                                                | Johann Friedrich von Seidlitz-Ludwigsdorf           | Joachim Sigismund von Seidlitz-Ludwigsdorf           |  |  |       |  |  |                                        |  |  |                                         |  |
|                                                              |                                                | Johann Friedrich von Seidlitz-Ludwigsdorf           | Joachim Sigismund von Seidlitz-Ludwigsdorf           |  |  |       |  |  |                                        |  |  |                                         |  |
|                                                              |                                                | Johann Friedrich von Seidlitz-Ludwigsdorf           | Anna Sophia von Rothkirch                            |  |  |       |  |  |                                        |  |  |                                         |  |
| Sophia Johanna von Seidlitz-Ludwigsdorf                      |                                                | Johann Friedrich von Seidlitz-Ludwigsdorf           |                                                      |  |  |       |  |  |                                        |  |  |                                         |  |
|                                                              |                                                | Johanna Helene von Nostitz                          | …                                                    |  |  |       |  |  |                                        |  |  |                                         |  |
|                                                              |                                                | Johanna Helene von Nostitz                          | …                                                    |  |  |       |  |  |                                        |  |  |                                         |  |
|                                                              |                                                | Johanna Helene von Nostitz                          | …                                                    |  |  |       |  |  |                                        |  |  |                                         |  |
| barone Lewis David von Schweinitz                            |                                                | Johanna Helene von Nostitz                          |                                                      |  |  |       |  |  |                                        |  |  |                                         |  |
|                                                              | barone Johannes Michael Langguth de Watteville | …                                                   |                                                      |  |  |       |  |  |                                        |  |  |                                         |  |
|                                                              | barone Johannes Michael Langguth de Watteville | …                                                   |                                                      |  |  |       |  |  |                                        |  |  |                                         |  |
|                                                              | barone Johannes Michael Langguth de Watteville | …                                                   |                                                      |  |  |       |  |  |                                        |  |  |                                         |  |
| barone Johann Michael von Watteville                         | barone Johannes Michael Langguth de Watteville |                                                     |                                                      |  |  |       |  |  |                                        |  |  |                                         |  |
|                                                              |                                                | Anna Elizabeth Farbarius                            | …                                                    |  |  |       |  |  |                                        |  |  |                                         |  |
|                                                              |                                                | Anna Elizabeth Farbarius                            | …                                                    |  |  |       |  |  |                                        |  |  |                                         |  |
|                                                              |                                                | Anna Elizabeth Farbarius                            | …                                                    |  |  |       |  |  |                                        |  |  |                                         |  |
| baronessa Anna Dorothea Elizabeth von Watteville             |                                                | Anna Elizabeth Farbarius                            |                                                      |  |  |       |  |  |                                        |  |  |                                         |  |
|                                                              |                                                | Nikolaus Ludwig, VII conte di Zinzendorf-Pottendorf | Georg Ludwig, VI conte di Zinzendorf-Pottendorf      |  |  |       |  |  |                                        |  |  |                                         |  |
|                                                              |                                                | Nikolaus Ludwig, VII conte di Zinzendorf-Pottendorf | Georg Ludwig, VI conte di Zinzendorf-Pottendorf      |  |  |       |  |  |                                        |  |  |                                         |  |
|                                                              |                                                | Nikolaus Ludwig, VII conte di Zinzendorf-Pottendorf | Carlotta Justina von Gersdorff                       |  |  |       |  |  |                                        |  |  |                                         |  |
| contessa Henrietta Benigna Justina von Zinzendorf-Pottendorf |                                                | Nikolaus Ludwig, VII conte di Zinzendorf-Pottendorf |                                                      |  |  |       |  |  |                                        |  |  |                                         |  |
|                                                              |                                                | contessa Erdmuthe Dorothea Reuß-Ebersdorf           | Heinrich X, I conte di Reuß-Ebersdorf                |  |  |       |  |  |                                        |  |  |                                         |  |
|                                                              |                                                | contessa Erdmuthe Dorothea Reuß-Ebersdorf           | Heinrich X, I conte di Reuß-Ebersdorf                |  |  |       |  |  |                                        |  |  |                                         |  |
|                                                              |                                                | contessa Erdmuthe Dorothea Reuß-Ebersdorf           | contessa Erdmuthe Benigna zu Solms-Baruth-Wildenfels |  |  |       |  |  |                                        |  |  |                                         |  |
|                                                              |                                                | contessa Erdmuthe Dorothea Reuß-Ebersdorf           |                                                      |  |  |       |  |  |                                        |  |  |                                         |  |